# Fernand de La Tombelle
Fernand de La Tombelle, nato Antoine Louis Joseph Gueyrand Fernand Fouant de La Tombelle, (Parigi, 3 agosto 1854 – Castelnaud-la-Chapelle, 13 agosto 1928), è stato un organista e compositore francese.

## Biografia
Venne introdotto alla musica dalla madre, una brillante allieva di Liszt e Thalberg. A 18 anni, decise di dedicarsi alla musica, prendendo lezioni di pianoforte, organo e armonia da Alexandre Guilmant. Ammesso al Conservatorio di Parigi, frequentò i corsi di armonia, contrappunto, fuga e composizione sotto la direzione di Théodore Dubois.
Le sue prime composizioni gli valsero due volte la medaglia d'oro del premio Pleyel. Come organista ha collaborò con Guilmant per i concerti al Trocadéro nel 1878. Non di ruolo, fu l'assistente e sostituto di Théodore Dubois all'organo Cavaillé-Coll della Chiesa della Madeleine a Parigi dal 1885 al 1898. Allo stesso modo, sostituì spesso Guilmant nei recital all'organo della Chiesa della Sainte-Trinité. Tenne spesso concerti d'organo in tutta la Francia.
Il 12 luglio 1880, sposò a Parigi Henriette Delacoux de Marivault, scrittrice (sotto lo pseudonimo Camille Bruno), dalla quale ebbe due figli, Henry e Denise.
Partecipò alla fondazione della Schola Cantorum nel 1894, con Charles Bordes, Vincent d'Indy e Alexandre Guilmant, occupandosi soprattutto del repertorio dell'organo. Insegnò armonia dal 1896 al 1904, collaborando altresì al repertorio moderno di musica sacra e scrisse degli articoli per La Tribune de St-Gervais, la rivista ufficiale della Schola Cantorum.
Oltre che alle attività musicali, fu interessato alla poesia, al folklore, alla scultura e all'astronomia.

## Opere

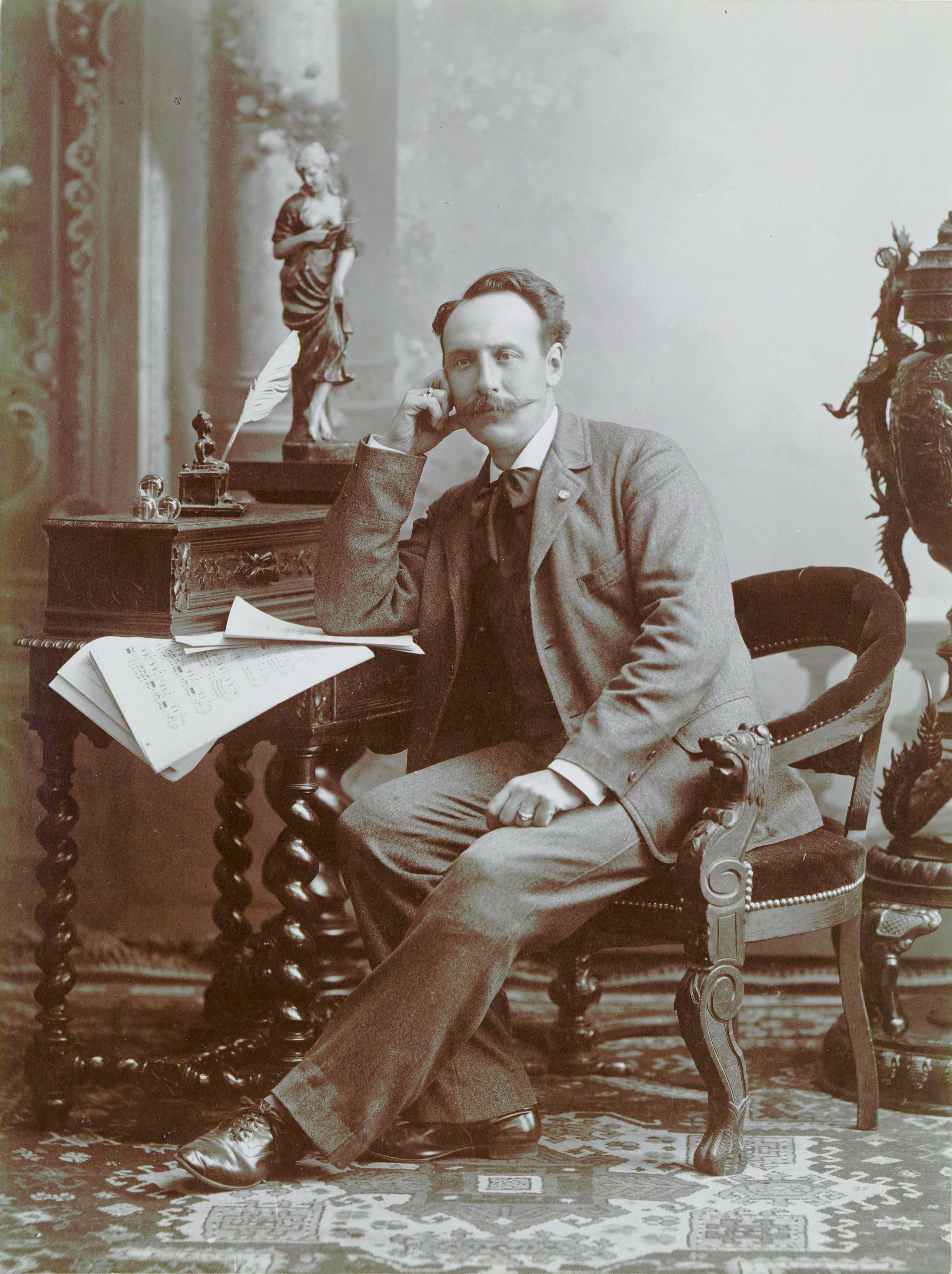
Fernand de La Tombelle nel 1890.

Compositore prolifico dall'estetica tradizionale, La Tombelle compose musica di ogni genere:
Opere liriche
- Operette: Un bon numéro e Un rêve au pays du bleu (1892)
- Cantate: Sainte-Cécile, Sainte-Anne, Jérusalem, Jeanne d'Arc
- Opere profane: 
  - La Chasse per soprano, contralto, tenore, basso e pianoforte
  - Le Soleil de Minuit per soprano solo, soprani, contralti, tenori, baritoni, bassi
  - Les Épousailles per soprano, contralto, tenore, basso
  - Ode à Jeanne d'Arc per soprano, contralto, tenore, basso
  - Noël au village, suite per solisti e coro di voci maschili, con accompagnamento di harmonium (o organo), Saint-Laurent-sur-Sèvre (Vendée) : L.-J. Biton, 1919.
  - Légende de la Glèbe
  - Le Furet
  - Vers la Lumière.
- Scene corali a quattro voci maschili a cappella, per tenote I & II, baritono e basso, Paris : Ricordi (1908).
  - Septembre
  - Nous n'irons plus au bois
  - Les Tambourinaires
  - Le Veilleur du Beffroy
  - La Fausse Enchanteresse
  - La Bonne Route

Orchestra
- Musique de scène : L'apothéose de la cité, La Magdaléenne, La Muse fleurie, La Roche aux fées, Un Rêve au pays du bleu, Yannick
- Suites: Impressions naturelles, Livres d'images, Suite féodale, Tableaux musicaux
- Poema sinfonico: Antar
- Menuet Gay, sia per pianoforte solista che per pianoforte e violino.
- Fantaisie per pianoforte e orchestra in fa minore Op. 26 (1887).
- Ego sum resurrectio et vita - Parafrasi per organo (con orchestra ad lib.), op. 34, Paris : Richault, 1894.

Musica da camera
- Pezzi per pianoforte
- Prélude et Fugue en la mineur pour deux pianos, Paris : Durand, v. 1887
- Prélude pour un conte de fées, pour piano à 4 mains
- Suite pour trois Violoncelles, Paris : Senart, 1921.
- Berceuse pour violon et piano, Paris : Richault, v. 1895.
- Trio pour piano, violon et violoncelle Op. 35 (1894)
- Sonate pour piano et violon Op. 40 en ré mineur, Paris : Costallat, v. 1898.

Musia sacra
- Oratorios : Crux, Les sept Paroles du Christ, L'Abbaye
- Messes : Messe de Noël pour chœur et orgue, Messe brève
- Motets : Sancta Maria succurre miseris, Benedicta es tu, Tantum ergo, Adoro te devote
  - Ave verum, motet à 3 voix mixtes, Paris: Schola Cantorum, v. 1911.
- Cantiques : 2 Cantiques à la Très Sainte Vierge pour chant et orgue : I. La Couronne fleurie II. Chrétiens, Chrétiennes, à genoux !

Harmonium
- Méthode d'harmonium
- Méditation en ré mineur (in abbé Joseph Joubert, Maîtres contemporains de l'orgue, vol. 1, Paris, 1912)
- Toccata en fa mineur (in J. Joubert, Maîtres contemporains de l'orgue, vol. 1, Paris, 1912)
- Cinquante Pièces d'Harmonium, Saint-Laurent-sur-Sèvre (Vendée) : L.-J. Biton
- In Pace (à la mémoire d'Alexandre Guilmant) (in Tribune de Saint-Gervais, XVIIe année, Numéro spécial)

Organo
- Offertoire pour Pâques, Pastorale-Offertoire et Six versets pour orgue, Paris : Durand, v. 1883
- Marche Nuptiale en mi majeur, Paris : Choudens, s.d.
- Les Vêpres du commun des Saints : VIIe série, Vêpres d'un Confesseur Pontife - 8 antiennes pour orgue, Paris : Schola Cantorum, s.d.
- Symphonie pascale pour orgue (Entrée épiscopale – Offertoire – Sortie)
- Pièces d'orgue op. 23, en 6 livraisons, Paris : Richault, 1888 à 1891
  - I Livraison : Prélude – Écho – Méditation
  - II Livraison : Magnificat en Sol - Marche de procession
  - III Livraison : Allegretto cantando – Carillon
  - IV Livraison : Sonate en mi mineur : Allegro – Andante (Offertoire) – Final ou Toccata (Sortie)
  - V Livraison : Prélude et Fugue sur le Prose de l'Ascension (Solemnis hæc festivitas) - Canzonetta
  - VI Livraison : 2 Fantaisies sur des Noëls anciens - Marche pontificale
- Deuxième série de Pièces d'Orgue op. 33,  en six livraisons, Paris : Richault,  v. 1891.
  - I Livraison : Fantaisie de concert (Expressément composée pour [l'inauguration de] l'orgue de l'Auditorium, à Chicago), 1889.
  - II Livraison : Sonate no 2 en fa dièse mineur (Allegro – Andante - Final-Toccata en fa dièse majeur)
  - III Livraison : Variations sur un choral - Andantino
  - IV Livraison : Pastorale - Marche nuptiale
  - V Livraison : 2 Poèmes symphoniques: No 1. La Nativité - No 2. Le Vendredi-Saint – Épithalame
  - VI Livraison :  Élégie - Marche solennelle
- Troisième série de Pièces d'Orgue, No 1. Rapsodie Béarnaise, Paris : Costallat, 1900.
- Interludes dans la Tonalité Grégorienne et Harmonisation des Versets pour la Messe « Dominicis Infra Annum », Paris : Schola Cantorum, 1906.
- Fantaisie sur deux thèmes (profane et grégorien) : Chanson de Nougolhayro et Hymne de l'Avent, Paris : Schola Cantorum, 1907.
- Cantilène pour grand orgue - Vox angelorum (sans péd.), Saint-Laurent-sur-Sèvre (Vendée) : L.-J. Biton, 1911.
- Suite d'orgue sur des thèmes grégoriens : 1. Offertoire sur «Cibavit eos» – 2. Élévation sur «Oculi» (Graduel) – 3. Sortie sur «Lauda Sion», Saint-Laurent-sur-Sèvre (Vendée) : L.-J. Biton, 1911.
- Suite d'orgue sur des thèmes grégoriens empruntés à l'Office de Noël : 1. Prélude et Introït sur des thèmes extraits de l'Introït «Puer» – 2. Offertoire sur un thème de l'Offertoire de la messe du jour – 3. Élévation d'après un thème de la Communion de la messe du jour – 4. Communion sur un vieux noël – 5. Sortie sur le thème «Jesu Redemptor omnium» (Toccata dans le style ancien), Saint-Laurent-sur-Sèvre (Vendée) : L.-J. Biton, 1911.
- Suite d'orgue sur des thèmes grégoriens empruntés à l'Office de Pâques : 1. Prélude et Introït sur un thème de l'Introït – 2. Offertoire sur «Hæc dies» - 3. Élévation sur «Pascha nostrum» - 4. Communion sur un vieux Guillonéou, chant de Pâques, au temps antérieur à 1564 où l'année commençait le 1er avril – 5. Sortie sur l'Alleluia «Pascha nostrum», Saint-Laurent-sur-Sèvre (Vendée) : L.-J. Biton, 1911.
- Suite d'orgue sur des thèmes grégoriens empruntés à l'Office de la Pentecôte : 1. Prélude et Introït – 2. Offertoire – 3. Communion – 4. Sortie, Saint-Laurent-sur-Sèvre (Vendée) : L.-J. Biton, 1911.
- Andantino en mi bémol majeur (in J. Joubert, Maîtres contemporains de l'orgue, vol. 7, Paris, 1914).
- Voces Belli : 1. Pro Patria - 2. Pro Defunctis - 3. Pro Vulneratis - 4. Pro Lacrymantibus - 5. Pro Deo (toccata), in Les Voix de la douleur chrétienne, vol. 1, Bruxelles : A. Ledent-Malay, 1921.

Saggi
- Les Pâtés de Périgueux, 1909 ; Périgueux : P. Fanlac, 1990
- L'Oratorio et la Cantate, Paris, 1911

## Discografia
- Sonate pour piano et violon, Sonate pour violoncelle et piano, pièces diverses, premier enregistrement mondial, par le Detroit Chamber Ensemble, collection du Festival International Albert-Roussel, Azur Classical, AZC 2012